# Убийца сёгуна
«Убийца сёгуна» (англ. Shogun Assassin) — боевик 1980 года по мотивам манги Kozure Okami Кадзуо Коикэ и Госэки Кодзимы. 

## Сюжет
Старый сёгун посылает убийц к своему бывшему слуге, знаменитому самураю. Убийцы-ниндзя не в силах совладать с самураем, но убивают его жену. Он клянётся отомстить, и финальная битва, где ему предстоит столкнуться с тремя опаснейшими убийцами, не за горами.

## Факты
Несмотря на то что "Убийца сегуна" вышел позже всех, он не имеет никакого отношения к предыдущим 6 фильмам из серии "Одинокий волк и ребенок" (другое название "Меч отмщения"). Данная картина представляет собой лишь перемонтированную версию, которую собрали из первых двух фильмов для демонстрации в американском прокате. 

## В ролях
- Томисабуро Вакаяма — Огами Итто
- Каё Мацуо — Ниндзя